# Igreja de Nossa Senhora da Graça (Lapas)
A Igreja de Nossa Senhora da Graça, ou Igreja Paroquial de Lapas, está localizada no centro histórico de Lapas, na atual freguesia de São Pedro, Lapas e Ribeira Branca, no Município de Torres Novas, em Portugal.
Foi edificada em 1550 por Marco Lopes, por cima de uma pequena capela aí já existente.
Em 1715 foi construída a torre, tendo sido reedificada em 1883. Em 1963 foi ampliada com dois braços transversais e em 1990/1991 recebeu um novo chão e um novo tecto, obra que, foi realizada com total mérito por um ilustre carpinteiro lapense, Rodrigo Bernardo Leirião.
Tem uma planta em cruz latina, as paredes da nave são revestidas com azulejos seiscentistas, a meio da nave abrem-se duas capelas opostas, o altar é revestido com talha dourada, seiscentista. Há ainda a destacar a imagem de Nossa Senhora da Vitória um baixo-relevo do século XV e ainda várias imagens de vulto de arte sacra.